# Komodo (Schach)
Komodo ist eine Schachengine, die von Don Dailey und Mark Lefler entwickelt wurde, während Großmeister Larry Kaufman für die Bewertungsfunktion zuständig war. Angesprochen wird Komodo über das offene UCI-Protokoll, das von allen modernen Benutzeroberflächen unterstützt wird. Die aktuelle Version ist eine kommerzielle Engine, aber frühere Versionen sind kostenlos für den nicht kommerziellen Gebrauch. Seit 2014 führte Komodo regelmäßig die gängigen Ranglisten mit neuen Versionen an und lieferte sich dabei ein Duell mit Houdini und der freien Engine Stockfish.
Von der 22. World Computer Chess Championship (WCCC) im Jahr 2016 bis zur 25. WCCC 2019 gewann Komodo den Titel des Computerschachweltmeisters und seine Entwickler die Shannon Trophy (siehe auch Foto unter Weblinks).

## Geschichte
Komodo wurde im Januar 2010 abgeleitet von Don Dailey’s früherer Engine Doch. Die erste Version mit Multiprozessorunterstützung wurde im Juni 2013 veröffentlicht als Komodo 5.1 MP. Für diese Version wurden wesentliche Teile des Programms umgeschrieben und nach C++11 portiert. Eine Singleprozessorversion von Komodo, die das CCT15-Turnier im Februar desselben Jahres gewonnen hatte, wurde kurz vor dem Release von Komodo 5.1 MP veröffentlicht. Diese Version, genannt Komodo CCT, basierte noch auf dem alten C-Code und war ungefähr 30 Elo-Punkte stärker als die neue Multiprozessorversion, deren Überarbeitung noch nicht abgeschlossen war.
Mit dem Erscheinen von Komodo 6 am 4. Oktober 2013 gab Don Dailey bekannt, an einer akuten Form von Leukämie zu leiden. Er erklärte, gesundheitlich nicht mehr fähig zu sein, zur Entwicklung von Komodo beizutragen. Vier Tage später teilte Dailey mit, dass Mark Lefler zum Komodo-Team stoßen und die Arbeit am Programm fortsetzen werde. Am 24. Mai 2018 gab Chess.com die Übernahme von Komodo bekannt. Seit Version 12 ist eine separate MCTS-Engine integriert, die Monte-Carlo-Simulationen zur Zugberechnung nutzt. Die Version Komodo 14.1 erschien am 2. November 2020. Zeitgleich wurde eine noch spielstärkere NNUE-Version unter dem Namen Dragon veröffentlicht. Version 2.6 von Dragon erschien im Dezember 2021, Version 3 am 26. April 2022. Die Versionen bis Komodo 13 sind mittlerweile kostenlos.

## Turnierergebnisse
|   | a | b | c | d | e | f | g | h |   |
| 8 |   |   |   |   |   |   |   |   | 8 |
| 7 |   |   |   |   |   |   |   |   | 7 |
| 6 |   |   |   |   |   |   |   |   | 6 |
| 5 |   |   |   |   |   |   |   |   | 5 |
| 4 |   |   |   |   |   |   |   |   | 4 |
| 3 |   |   |   |   |   |   |   |   | 3 |
| 2 |   |   |   |   |   |   |   |   | 2 |
| 1 |   |   |   |   |   |   |   |   | 1 |
|   | a | b | c | d | e | f | g | h |   |

Hier spielte Komodo das Qualitätsopfer 33. Txc6 und bewies im Folgenden die Überlegenheit von Turm, Läufer und Bauer über die zwei schwarzen Türme.
- ICT 2010 in Leiden: Bei seiner ersten Turnierteilnahme erzielte Komodo fünf von neun möglichen Punkten und belegte Platz 6 von 14 in der Abschlusstabelle.[14]
- CCT15 2013: Erster Turniererfolg mit 6½/7.[15]
- TCEC Season 5 2013: Bei diesem Turnier erreichte Komodo das Finale und gewann den auf 48 Partien angesetzten Wettkampf mit 25:23 gegen Stockfish.[16] Auch 2014 erreichte Komodo im Turnier TCEC season 6 das Finale, unterlag deutlich mit 35½:28½ gegen Stockfish.[17] Die Revanche gegen Stockfish gelang in TCEC Season 7 mit einem 33½:30½ Finalsieg.[18] Das Finale von TCEC Season 8 konnte Komodo gegen Stockfish mit dem Endstand 53½:46½ für sich entscheiden.
- Bei der Ende Juni 2016 in der niederländischen Universität Leiden durchgeführten 22. Computerschach-Weltmeisterschaft gewann Komodo 10 den Titel.[19]
- Komodo gewann bei der 23. Computerschach-Weltmeisterschaft Anfang Juli 2017 am selben Ort erneut den WM-Titel. Auch 2018 in Stockholm und 2019 in Macao konnte Komodo die WCCC gewinnen.